# 엘마이라 파이오니어스
엘마이라 파이오니어스(영어: Elmira Pioneers)는 미국 뉴욕주 엘마이라를 연고지로 하는 대학 여름 야구 팀이다. 과거에는 다수의 메이저 리그 베이스볼 구단 산하에 있는 마이너 리그 팀으로 존재하기도 했다. 현재는 퍼펙트 게임 대학 야구 리그(PGCBL)에 참가하고 있다. 홈구장은 던 필드를 사용하고 있다.

## 리그 우승 기록
엘마이라 파이오니어스는 팀 역사상 13차례의 리그 우승 기록을 갖고 있다.
- 뉴욕 스테이트 리그: 1914년
- 이스턴 리그: 1937년, 1938년, 1941년, 1943년, 1962년, 1964년, 1966년, 1971년
- 뉴욕 펜 리그: 1976년
- 노스이스트 리그: 1997년
- 뉴욕 대학 야구 리그: 2007년

## 역대 주요 인물
명예의 전당 헌액자
- 웨이드 보그스 (1976년), 2005년 헌액
- 팻 길릭 (1963년), 2011년 헌액
- 짐 파머 (1968년), 1990년 헌액
- 래빗 매런빌 (1936년, 감독), 1954년 헌액
- 얼 위버 (1962년~1965년, 감독), 1996년 헌액

주요 인물
- 아르만도 마르산스 (1923년, 감독)
- 샘 내헴 (1938년)
- 잭 오그덴 (1941년, 구단주)
- 빌 샤먼 (1950년), 1976년 네이스미스 농구 명예의 전당 헌액
- 돈 짐머 (1951년)
- 토미 홈스 (1954년, 감독)
- 스티브 댈코우스키 (1962년~1964년, 메이저 리그에서 뛰지 못한, 역사상 가장 빠른 공을 던진 선수로 알려짐)[2]
- 커트 블레퍼리 (1963년)
- 데이비 존슨 (1963년)
- 대럴드 놀스 (1963년)
- 톰 피버스 (1963년)
- 래리 헤이니 (1963년~1964년)
- 폴 블레어 (1964년)
- 앤디 에치배런 (1964년)
- 에디 와트 (1964년~1965년)
- 루 피니엘라 (1965년)
- 마크 벨런저 (1965년)
- 짐 하딘 (1966년)
- 칼 립켄 시니어 (1968년, 감독)
- 돈 베일러 (1968년)
- 존 칸델라리아 (1968년)
- 보 디아스 (1973년)
- 밥 스탠리 (1974년)
- 글렌 호프먼 (1976년)
- 브루스 허스트 (1976년)
- 밥 오헤다 (1978년)
- 오일 캔 보이드 (1980년)
- 샘 혼 (1982년)
- 마이크 그린웰 (1982년)
- 엘리스 버크스 (1983년)
- 브래디 앤더슨 (1985년)
- 커트 실링 (1986년)
- 존 발렌틴 (1988년)
- 에릭 웨지 (1989년)
- 코리 베일리 (1991년)
- 프랭크 로드리게스 (1991년)
- 토니 로드리게스 (1991년)
- 조엘 베넷 (1991년)
- 랜디 윈 (1995년)
- 그레그 키글 (2000년~2002년, 2004년~2005년)
- 조던 웨스트버그 (2018년)